# Roderyk Lange
Roderyk Lange (ur. 5 października 1930 w Bydgoszczy, zm. 16 marca 2017 w Saint Helier, Jersey) – polski etnolog, antropolog tańca, choreolog. Doctor honoris causa Uniwersytetu Muzycznego Fryderyka Chopina w Warszawie (2016).

## Życiorys
Studium tańca (od 1946) w szkole Urszuli Gryglewskiej w Bydgoszczy i (1952–1954) w zespole Marceli Hildebrandt-Pruskiej przy Filharmonii Poznańskiej, (1959) studium w zakresie analizy i notacji ruchu oraz tańca (system Labana) w Folkwang Hochschule w Essen w Niemczech, u profesora Albrechta Knusta.
Otrzymał (1965) dyplom magisterski w zakresie etnografii na Uniwersytecie Wrocławskim, kończąc tu studia rozpoczęte (w 1956) na Wydziale Humanistycznym Uniwersytetu Mikołaja Kopernika w Toruniu (UMK).
W latach 1954–1967 prowadził intensywne badania terenowe nad folklorem tanecznym, a także koordynował akcję zbierania folkloru tanecznego w Polsce. W 1959 zorganizował Dział Tańca w Muzeum Etnograficznym w Toruniu. Wykładał (1958–1967) kinetografię i etnologię tańca na Pedagogicznym Studium Tańca (CPARA) w Warszawie, (1965–1967) etnologię tańca w katedrze Etnografii UMK w Toruniu, gościnnie (1959 i 1965) w Folkwang Hochschule w Essen.
Od 1967 roku pracował poza granicami Polski. Równolegle z rozległą pracą dydaktyczną, działalnością publikacyjną i wydawniczą, kontynuował badania terenowe nad kulturą tańca, m.in. w Indonezji, Melanezji, Egipcie oraz wśród Słowian Południowych. Starszy wykładowca (1967–1972) w Laban Art of Movement Centre w Addlestone, założyciel (1971) i (do 2003) kierownik Centre for Dance Studies na wyspie Jersey i redaktor periodyku „Dance Studies” (1976–1996).
Otrzymał (1975) doktorat z etnologii i uzyskał (1977) habilitację w tym zakresie na Polskim Uniwersytecie Na Obczyźnie (PUNO) w Londynie; (1979) profesor PUNO. Wykładał na PUNO etnografię (1977–1992), oraz antropologię tańca w Queen’s University w Belfaście (1975–1982), na Uniwersytecie w Edynburgu i w London University Goldsmiths' College (1976–1993). Od 1989 roku współpracował z Uniwersytetem im. Adama Mickiewicza w Poznaniu otrzymując stanowisko profesora UAM. W latach 1993–1995 i 1996-2003 pracował w Instytucie Etnologii i Antropologii Kulturowej UAM. Założyciel (1993) i dyrektor Instytutu Choreologii w Poznaniu. Redaktor (od 1999) rocznika „Studia Choreologica”.

## Publikacje
Jest autorem prac z zakresu antropologii tańca, metodyki badań etnochoreologicznych i kinetografii, m.in.:
- Taniec ludowy w pracach Muzeum Etnograficznego w Toruniu. Metoda pracy i kwestionariusz (1960);
- The Nature of Dance (1975);
- Podręcznik kinetografii (1975; 1995);
- Tradycyjny taniec ludowy w Polsce i jego przeobrażenia w czasie i przestrzeni (1978; 2012);
- O istocie tańca i jego przejawach w kulturze. Perspektywa antropologiczna (1988; 2009);
- Roderyk Lange o tańcu. Wybrane wywiady, wzmianki prasowe i artykuły (2013).

oraz kilkudziesięciu artykułów i recenzji w języku angielskim, niemieckim i polskim.

## Członkostwo
Członek wielu towarzystw naukowych m.in.:
- Polskiego Towarzystwa Ludoznawczego (1955–),
- International Council for Traditional Music (1960–), (przewodniczący sekcji etnochoreologicznej 1986–1992),
- Fellow Royal Anthropological Institute w Londynie (1974–),
- Conseil International de la Danse UNESCO (1976–),
- Polskiego Towarzystwa Naukowego na Obczyźnie w Londynie (1980–)[3],
- Polskiego Forum Choreologicznego (założyciel i prezes 2009-2014).

## Odznaczenia
- Odznaka Honorowa Miasta Poznania (1989),
- Nagroda i Medal im. Oskara Kolberga (1990),
- Kawaler Orderu Sztuki i Literatury (Francja, 2005),
- Złoty Medal Zasłużony Kulturze Gloria Artis (2013).